# 都築克幸
都築 克幸（つづき かつゆき、1983年8月18日 - ）は、東京都品川区出身の元プロ野球選手（外野手）。

## 来歴・人物

### プロ入り前
日大三高では1番打者として2001年夏に行われた第83回全国高等学校野球選手権大会で大会通算16安打（甲子園史上2位）打率.571を記録し、強力打線の核弾頭として優勝に貢献。西東京大会でも17打数12安打で打率.706。周囲からは安打製造機と呼ばれていた。2001年夏の大会だけで45打数28安打で打率.622。
甲子園終了後のAAAアジア野球選手権代表にも選ばれ高校日本代表の副主将となる。1番打者として活躍し準優勝をする。
2001年度ドラフト会議では、3番を打った内田和也（ヤクルトスワローズから4位指名）、エース近藤一樹（大阪近鉄バファローズから7位指名）、控え投手の千葉英貴（横浜ベイスターズから6位指名）らとともに中日ドラゴンズから6位指名を受けて入団。これは同じ高校の選手が同じ年のドラフトで指名を受けた数としては、史上最多タイ記録である
。

### プロ入り後
ルーキーイヤーの2002年は二軍で試合数が少ないながら.298の打率を残した。翌2003年からは内野から外野にコンバートし、主に二軍のレギュラーとして活躍した。また、水島新司の漫画『あぶさん』の76巻にも登場している。
新たに落合博満監督が就任した3年目の2004年は、二軍で出番が減少したものの.296の打率を残し、4本塁打を記録する。ウエスタン優勝決定戦でも1番打者でスタメンで出場している。同年の秋季キャンプで首脳陣にバッティングを買われた。
2005年の春季キャンプは一軍スタートで、オープン戦などにも出場し開幕一軍のすぐ近くにいたが、結局一軍初出場は叶わぬまま同年オフに戦力外通告を受けた。
その後、元中日の先輩でもある江藤省三が監督兼GMを務める横浜ベイブルースに入団した。
2007年からは都内で不動産関係の会社に勤めている。
現在は、前田幸長が会長を務める少年野球チーム・都筑中央ボーイズで監督を務める。

## 詳細情報

### 年度別打撃成績
- 一軍公式戦出場なし

### 背番号
- 52 （2002年 - 2005年）